# Dymarki Świętokrzyskie

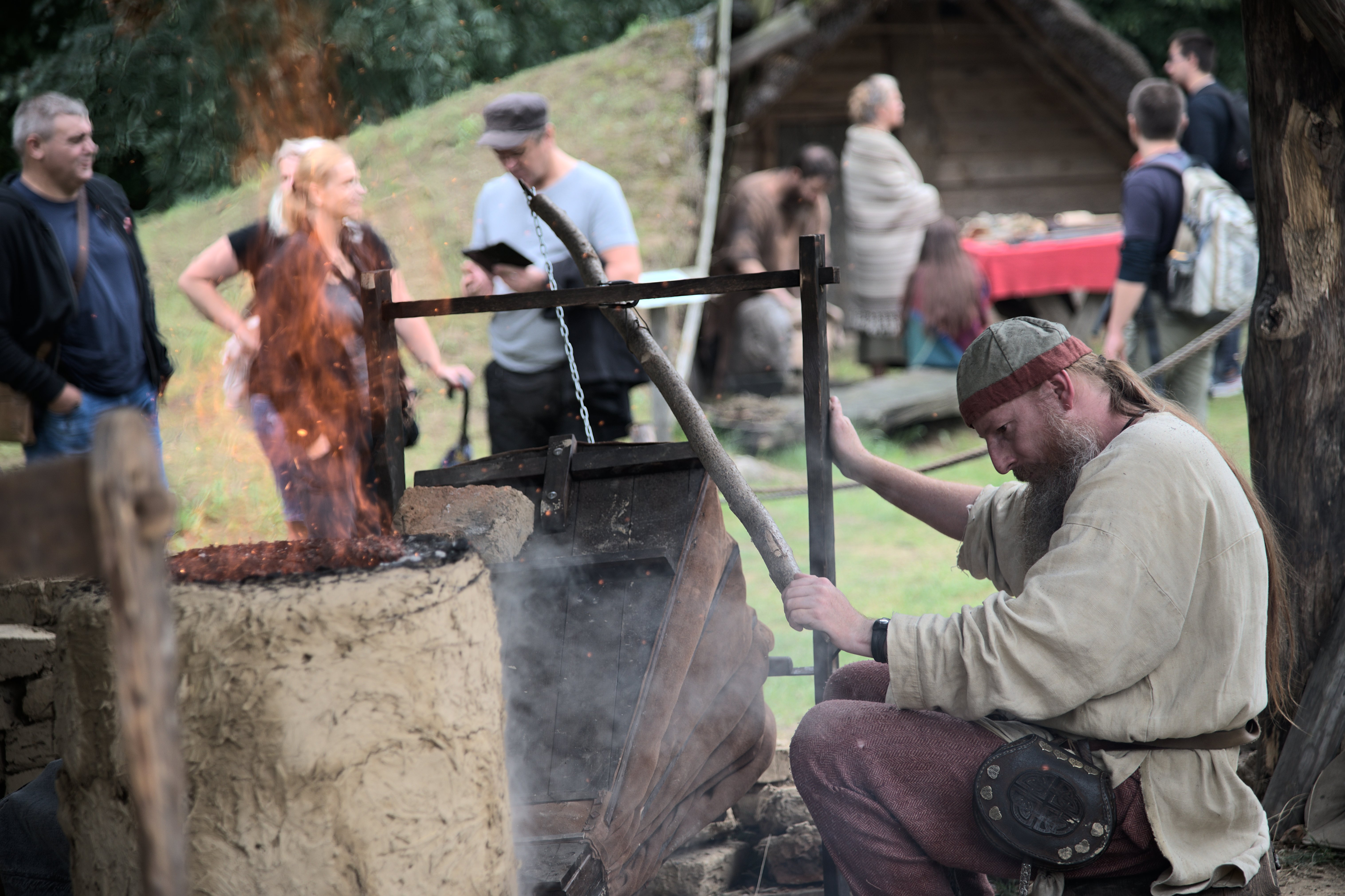
Wytapianie żelaza podczas Dymarek w Nowej Słupi w 2022 roku

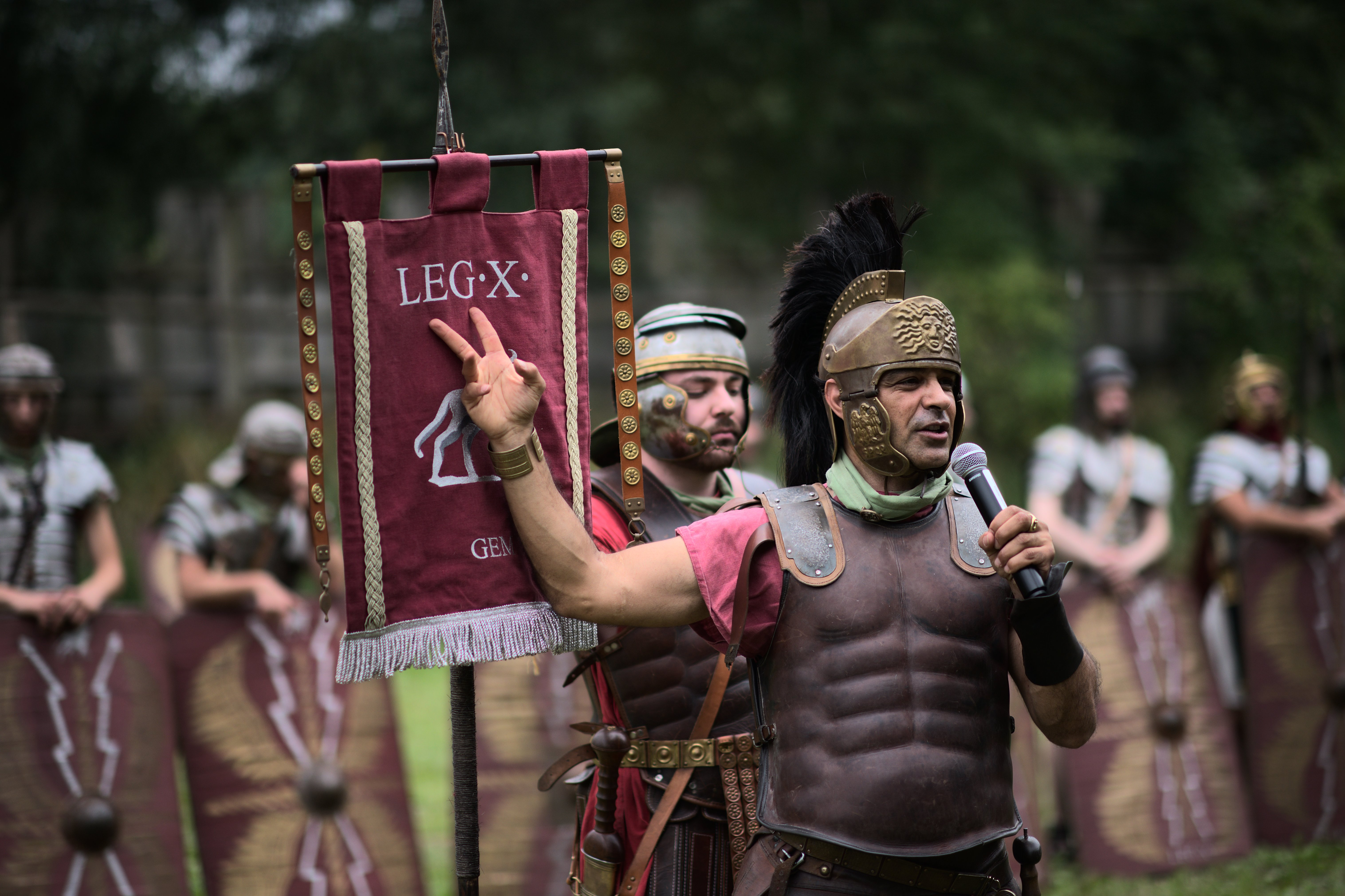
Występ starożytnych rzymian podczas Dymarek w Nowej Słupi w 2022 roku

Dymarki Świętokrzyskie – doroczna impreza plenerowa odbywająca się w Nowej Słupi u stóp Łysej Góry od 1967 r.
Dymarki Świętokrzyskie w Nowej Słupi odbywają się w połowie sierpnia, aby przybliżyć antyczną metalurgię żelaza przebywającym w tym regionie turystom. Podczas imprezy odbywa się wytapianie żelaza w dymarkach oraz rekonstrukcje historyczne starożytnych rzymian oraz barbarzyńców.

## Historia
W 1967 roku działacze skupieni wokół ówczesnego Zarządu Okręgu PTTK w Kielcach podjęli inicjatywę zorganizowania imprezy plenerowej, której główny element stanowiłaby prezentacja procesu wytopu żelaza w piecach dymarskich. Wśród inicjatorów tego przedsięwzięcia znaleźli się między innymi przedstawiciele Zarządu Okręgu PTTK w Kielcach – prezes Bohdan Bełdowski (1912-1988) i sekretarz Krzysztof Lewicki. Byli oni autorami koncepcji imprezy, którą nazwano „Dymarki Świętokrzyskie”. Po dyskusjach na temat jej programu udało się pozyskać do udziału w tym przedsięwzięciu krakowskich naukowców: Kazimierza Bielenina z Muzeum Archeologicznego oraz profesorów Akademii Górniczo-Hutniczej – Mieczysława Radwana i Wacława Różańskiego.
„Dymarki Świętokrzyskie” po raz pierwszy zorganizowano we wrześniu 1967 roku w Nowej Słupi, gdzie już od 1960 roku istniało Muzeum Starożytnego Hutnictwa Świętokrzyskiego, dzięki czemu miejscowość ta stała się centrum badań naukowych nad tym zagadnieniem. Pierwszym organizatorem „Dymarek Świętokrzyskich” był Zarząd Okręgu PTTK w Kielcach oraz redakcja kieleckiego dziennika „Słowo Ludu”. Inicjatywa PTTK od początku została doceniona i popularyzowana w publikacjach wiodących badaczy starożytnego hutnictwa świętokrzyskiego. Zorganizowany po raz pierwszy publiczny wytop żelaza metodą sprzed dwóch tysięcy lat spotkał się z ogromnym zainteresowaniem mieszkańców ziemi kieleckiej oraz rzesz turystów, którzy przybyli do Nowej Słupi z całej Polski. Ponieważ rok 1967 obchodzony był jako Światowy Rok Turystyki, z tej okazji Główny Komitet Kultury Fizycznej i Turystyki oraz redakcja warszawskiego dziennika „Expressu Wieczornego” ogłosiły ogólnopolski konkurs na najciekawszą imprezę krajoznawczo-turystyczną pod hasłem „Jadą goście jadą”. „Dymarki Świętokrzyskie” zdobyły w tym konkursie pierwsze miejsce.
Do roku 1997 organizowaniem dymarek zajmowało się Towarzystwo Przyjaciół Górnictwa, Hutnictwa i Przemysłu Staropolskiego. W roku 1998 nastąpiło przejęcie organizacji imprezy przez gminę Nowa Słupia. Towarzystwo od tamtej pory organizowało tylko pokaz „wytopu” żelaza. W styczniu roku 1999, z powodów finansowych, doszło do rozwiązania towarzystwa. Na jego miejsce powstało Świętokrzyskie Stowarzyszenie Dziedzictwa Przemysłowego, założone przez byłych członków towarzystwa.
W 2017 roku nastąpił rozłam Dymarek spowodowany konfliktem między organizatorem imprezy — Centrum Dziedzictwa Gór Świętokrzyskich, a wykonawcą części historycznej — Świętokrzyskim Stowarzyszeniem Dziedzictwa Przemysłowego. Dymarki tradycyjnie odbyły się w Nowej Słupi, a dotychczasowy wykonawca części historycznej Świętokrzyskie Stowarzyszenie Dziedzictwa Przemysłowego zaczęło organizować wyjazdowe pokazy dymarskie.
Z powodu tego, że prawa do nazwy „Dymarki Świętokrzyskie” posiada Świętokrzyskie Stowarzyszenie Dziedzictwa Przemysłowego, Dymarki od tamtej pory nazywają się „Dymarki w Nowej Słupi”, które są kontynuacją tradycji Dymarek organizowanych od 1967 roku w Nowej Słupi.